# Martin-Lantzsch-Nötzel-Stiftung
Die Martin-Lantzsch-Nötzel-Stiftung ist eine Stiftung mit dem Ziel, das Lebenswerk des Düsseldorfer Malers und Zeichners Arno Martin Lantzsch-Nötzel in Erinnerung zu halten. Weiterführend ist die Beschäftigung mit ausgewählten Zeitgenossen Lantzsch-Nötzels möglich, wie beispielsweise mit dem ungarischen Plastiker Lajos Barta. Als Vertreter der abstrakten Nachkriegskunst liegt die Hauptschaffensphase von Martin Lantzsch-Nötzel in den 1950er Jahren. Gleiches gilt für Lajos Barta. Entsprechend trägt die Stiftung den Zusatz Stiftung für die Kunst der 50er Jahre.

## Geschichte

### Entstehung
Mit dem Tod Lantzsch-Nötzels Anfang 1986 machte es sich Hannerose Fischer als Erbin zur Aufgabe, den Nachlass zu ordnen und das Werk in Erinnerung zu halten. Sie hatte den Maler Anfang der 1950er-Jahre im Schwarzwald kennengelernt und war ihm als Muse über mehr als 30 Jahre treu verbunden geblieben. Acht Jahre nach seinem Tod, zum Jahrestag des 100. Geburtstag brachte Fischer eine kleine bibliophile Veröffentlichung mit dem Titel Kunst ist eine Sprache heraus. Dafür wählte sie 20 abstrakte Gemälde und Grafiken der 1950er- und frühen 1960er-Jahre aus, zu denen die Düsseldorfer Kunstkritikerin Yvonne Friedrichs einen einleitenden Text verfasste.
Immer wieder gelang es Hannerose Fischer, Kunstwerke aus dem Nachlass in führende deutsche Museumssammlungen zu übergeben, so ins Von der Heydt-Museum, ins Kupferstichkabinett Dresden und in die Galerie Neue Meister Dresden. Kurz vor ihrem Tod im Jahr 2002 verfügte sie testamentarisch die Errichtung einer Stiftung unter dem Namen ihres Meisters, um die Betreuung des künstlerischen Nachlasses institutionell zu sichern und in ihrem Sinne fortzuführen.

### Exkurs zum NamenLantzsch-Nötzel
Geboren wurde der Künstler als Martin Lantzsch (gesprochen wie das engl. lunch), verlor aber in jungen Jahren seinen Vater. Mit der erneuten Heirat seiner Mutter erhielt Martin nun den Familiennamen Nötzel. Später nannte er sich Arno Martin Lantzsch-Nötzel.

### Ursprüngliches Arbeitsprofil
Seit ihrem Bestehen ermittelte die Martin-Lantzsch-Nötzel-Stiftung ein Künstlerœuvre von über 1800 Nummern, baute diese in einem elektronischen Werkverzeichnis auf und beschrieb sie. Im Jahr 2016 waren wieder ausgewählte Werke Lantzsch-Nötzels im laufenden Ausstellungsbetrieb zu sehen. Das Märkische Museum in Witten zeigte den Maler im Rahmen der Ausstellung Befreite Moderne – Kunst in Deutschland 1945–1949.

### Erweiterung zurStiftung für die 50er Jahre
Da Künstler und Werk nur einem kleinen Kreis von Sammlern und Experten bekannt sind, schien eine größere öffentliche Wahrnehmung der Stiftungsarbeit allein über den (schwierigen) Stiftungsnamen unmöglich, jedoch in einem größeren historischen Kontext erreichbar. Daher regte die Stiftung 2011 mit Blick auf ihr eigenes zehnjähriges Bestehen im Jahre 2014 die erste postume Retrospektive zum ungarisch-deutschen Bildhauer Lajos Barta an.
Mit dieser Erweiterung des Aktionsradius wurde die Stiftung zu einer Adresse für die Kunst der 1950er Jahre, dies auch im politischen Kontext. Denn beide Künstler, der Maler Martin Lantzsch-Nötzel und der Plastiker Lajos Barta arbeiteten in ihrer Hauptschaffenszeit der 1950er- und frühen 1960er-Jahre im starken Einfluss der Ära des Kalten Krieges; Barta im Osten, in der Volksrepublik Ungarn und Lantzsch-Nötzel im Westen, in der Bonner Republik. Bei der vergleichenden Beschäftigung mit ihrer Kunst aus unterschiedlichen politischen Hemisphären werden die 1950er-Jahre in ihrer bipolaren politischen Weltlage mit ihren Gemeinsamkeiten und Widersprüchen deutlich spürbar. Diese Polarität endete erst mit dem Mauerfall. Doch das erlebten Lantzsch-Nötzel und Barta nicht mehr. Sie verstarben hoch betagt drei Jahre zuvor, im Jahr 1986.

## Arbeit

### Abgeschlossene Projekte
Die Martin-Lantzsch-Nötzel-Stiftung initiierte und förderte die erste deutsche Retrospektive Bartas im Arp Museum Bahnhof Rolandseck 2013 mit der anschließenden Übernahme 2014 ins Donauschwäbische Zentralmuseum in Ulm. Im Herbst 2015 gab sie mit Fördermitteln der Kunststiftung NRW und des Landschaftsverbands Rheinland im Verlag Hatje-Cantz eine umfassende Monografie mit dem Titel Lajos Barta – Emigration heraus. 2018 konnte Lantzsch-Nötzel mit der ersten umfassenden Monografie in den kunsthistorischen Diskurs geführt werden. 

## Publikationen
- Hannerose Fischer: A. Martin Lantzsch-Nötzel: Kunst ist eine Sprache. Selbstverlag, Wuppertal 1994.
- Ulrich Winkler: Lajos Barta – Emigration. Hatje Cantz, Ostfildern 2015, ISBN 978-3-7757-3994-8.
- Ulrich Winkler: Lajos Barta (1899–1986) Das plastische Gesamtwerk. Zwischen Konstruktivismus und organoider Konkretion. Verlag 71, Plön 1995, ISBN 3-928905-06-6.
- Oliver Kornhoff: Lajos Barta – Wahlheimat. Salon Verlag, Köln 2013, ISBN 978-3-89770-440-4.
- Ulrich Winkler: Martin Lantzsch-Nötzel. Zwischen Expressionismus und Informel. Wienand Verlag, Köln 2018, ISBN 978-3-86832-397-9.